# 4-та окрема бригада підводних човнів
4-та окрема бригада підводних човнів — військове з'єднання Чорноморського флоту ВМС РФ сформоване у 2014 році. Базується в головній базі Чорноморського флоту в Севастополі, в  Південній бухті .

## Історія
Сформована 1 грудня 2014 року на основі дивізіону підводних човнів, який раніше входив до складу 68-ї бригади з місцем базування в місті Севастополь. . Укомплектована шістьма підводними човнами проєкту 636.3 «Варшавянка» .
1 грудня 2014 року було створено управління 4-ї окремої бригади підводних човнів.
У 2015 році стали надходити нові підводні човни (ПЧ). Першим підводним човном, що прийшов у нове сполучення, став Б-261 «Новоросійськ», який прийшов до Новоросійської військово-морської бази (Новоросійська ВМБ) 21 вересня 2015 року.
16 грудня 2015 року до Новоросійської ВМБ прийшов Б-237 «Ростов-на-Дону», який 8 грудня 2015 року завдав ударів крилатими ракетами з акваторії Середземного моря по розташуванню ІДІЛ на території Сирії із підводного положення.
1 липня 2016 року в Новоросійську ВМБ прийшов третій дизельно-електричний ПЧ Б-262 «Старий Оскол». За підсумками 2017 року екіпажам підводних човнів «Ростов-на-Дону» та «Новоросійськ» присвоєно почесне найменування «ударні».
10 серпня 2017 року до Севастопольської ВМБ прийшов четвертий дизельно-електричний ПЧ Б-265 «Краснодар»
29 березня 2019 року до Севастопольської ВМБ прийшов п'ятий дизельно-електричний ПЧ Б-268 «Великий Новгород».
3 травня 2019 року в Новоросійську ВМБ прийшов шостий дизельно-електричний ПЧ Б-271 «Колпіно».

## Склад
Станом на 2021 рік має у своєму складі підводні човни проєктів «Палтус» та «Варшавянка».
| Проект                                    | Борт. № | Найменування підводного човна | Статус                       | Примітка                                             |
| ----------------------------------------- | ------- | ----------------------------- | ---------------------------- | ---------------------------------------------------- |
| Підводні човни проєкту 877 «Палтус»       |         | Б-871 «Алроса»                | У складі флоту               | З 2019 року планується передати на Балтійський флот. |
| Підводні човни проекту 636.3 «Варшавянка» |         | Б-237 «Ростов-на-Дону»        | Потоплена 3 серпня 2024 року | У складі флоту з 2014                                |
| Підводні човни проекту 636.3 «Варшавянка» |         | Б-261 «Новоросійськ»          | У складі флоту               | У складі флоту з 2014                                |
| Підводні човни проекту 636.3 «Варшавянка» |         | Б-262 «Старий Оскол»          | У складі флоту               | У складі флоту з 2015                                |
| Підводні човни проекту 636.3 «Варшавянка» |         | Б-265 «Краснодар»             | У складі флоту               | У складі флоту з 2015                                |
| Підводні човни проекту 636.3 «Варшавянка» |         | Б-268 «Великий Новгород»      | У складі флоту               | У складі флоту з 2016                                |
| Підводні човни проекту 636.3 «Варшавянка» |         | Б-271 «Колпіно»               | У складі флоту               | У складі флоту з 2016                                |

## Командири
- Адигюзелов Магарам Ягішевич[17][18], капітан 1 рангу
- Міхолап Олег Костянтинович[19], капітан 1 рангу